# Carlos Rojas García
Carlos Rojas García (Motril, Granada, 23 de septiembre de 1970) es un político español, actual diputado del Partido Popular en el Congreso de los Diputados por la provincia de Granada.
Está licenciado en Derecho por la Universidad de Granada, donde completa los cursos de doctorado en Derecho Internacional Público. Habla inglés con fluidez y tiene conocimientos de francés. Entre 2003 y 2004, y 2007 y 2012 fue alcalde de la ciudad granadina de Motril.

## Biografía
Afiliado al Partido Popular desde 1991 y apadrinado por Juan de Dios Martínez Soriano, Rojas se hizo con la presidencia del PP de Motril en cuanto se presentó, y logró por primera vez la alcaldía motrileña en 2003. En el ayuntamiento se produjo una moción de censura dieciséis meses más tarde, pero volvió a hacerse con la alcaldía en los comicios de 2007. En las elecciones de 2011 consiguió por primera vez mayoría absoluta. Durante los años de mandato la ciudad experimentó una notable transformación.
E 2012 se presentó como cabeza de lista del Partido Popular por la provincia de Granada para las autonómicas que se celebrarían el 25 de marzo. Llevó la Comisión de investigación de los Eres de Andalucía. 
Tras ganar el PP las elecciones autonómicas por primera vez en su historia, y pese a no poder formar gobierno, Rojas se convirtió en portavoz en el Parlamento del grupo popular andaluz, sustituyendo en el cargo a Esperanza Oña.
Actual Portavoz de Inmigración en el Congreso de los Diputados .Ha sido portavoz adjunto del Grupo Parlamentario Popular en el Congreso y jefe de la delegación de las Cortes Generales en la Asamblea Parlamentaria de la UE de la política exterior y seguridad común PESC y la política de defensa PSCD.